# Evert Mur
Evert Mur (Oud-Loosdrecht, 3 oktober 1928 – Wijk bij Duurstede, 19 december 1981) was een Nederlands voetbaltrainer.
Mur voetbalde bij Victoria voor hij als dienstplichtig militair naar Nederlands-Indië moest. Hij deed het CIOS in Overveen met specialisaties volleybal en voetbal. Hij voetbalde als linksbuiten twee seizoenen bij 't Gooi in de Eerste klasse. In 1954 ging hij Veenendaal trainen waarmee hij naar de Eerste klasse promoveerde. Hiernaast was hij sportleider in de Utrechtse gevangenissen. Ondertussen behaalde hij bij de KNVB zijn trainersdiploma's. Mur was kort assistent van Jaap van der Leck bij Feijenoord en trainde tevens het tweede team.
Hij trainde twee seizoenen HBS in de Tweede klasse en werd in 1959 trainer van semiprofclub Xerxes in de Tweede divisie. De club degradeerde dat seizoen terug naar het amateurvoetbal. Mur werd vervolgens trainer bij Velocitas waarmee hij tweemaal kampioen werd in de Eerste klasse. Tussen 1963 en 1965 trainde Mur Heerenveen in de Tweede divisie. Op datzelfde niveau trainde hij in het seizoen 1965/66 Gooiland. Met Veendam promoveerde hij in 1968 van de Tweede naar de Eerste divisie. Mur trainde vervolgens twee seizoenen Elinkwijk in de Eerste divisie.
In juni 1970 werd Elinkwijktrainer Mur door het bestuur van de fusieclub in oprichting FC Utrecht uitgekozen als eerste hoofdtrainer. Hij kreeg de voorkeur boven Bert Jacobs van Velox en Lászlo Zalai van DOS. Mur aanvaardde de functie onder voorwaarden en nadat hij zich kritisch had uitgelaten over de organisatie en opnieuw over salaris wilde onderhandelen, ketste dit twee weken later alsnog af en werd Jacobs aangesteld. FC Utrecht moest hem wel door blijven betalen.
In oktober 1970 volgde Mur Jan Morsing op als trainer bij AGOVV in de Tweede divisie. In 1971 verdween de club bij een sanering van de KNVB uit het profvoetbal. Medio 1972 ging Mur in België Olympic Charleroi trainen. Daar kende Mur taalproblemen en had de beschikking over een elftal met veel nationaliteiten. Ook sportief ging het slecht en in februari 1973 werd hij ontslagen bij de ploeg die onderaan stond in de Tweede klasse.
Mur werd per 1 november 1974 aangesteld als trainer bij Helmond Sport in de Eerste divisie waar hij René van Eck opvolgde. Mur was ondertussen sportambtenaar geworden bij de gemeente Wijk bij Duurstede. Van 1976 tot 1978 trainde hij DOVO waarmee hij in 1977 kampioen werd in de Eerste klasse. Vervolgens was hij trainer bij IJsselmeervogels. Daar werd hij in november 1980 aan de kant geschoven na een conflict met de spelersgroep.
Mur was ook een actief schaatser. Hij won het kampioenschap van Loosdrecht op de kortebaan tussen 1947 en 1956 en nam ook deel aan de Utrechtse kampioenschappen. Hij won de toertocht de Loosdrechtschen Plassentocht in 1947. Hij redde in 1954 een kind uit een wak. Mur overleed eind 1981 in zijn woonplaats Wijk bij Duurstede nadat hij tijdens het schaatsen op de Loosdrechtse plassen een hartaanval had gekregen.